# Roquecourbe
Roquecourbe is een gemeente in het Franse departement Tarn (regio Occitanie) en telt 2209 inwoners (1999). De plaats maakt deel uit van het arrondissement Castres.

## Geografie
De oppervlakte van Roquecourbe bedraagt 16,7 km², de bevolkingsdichtheid is 132,3 inwoners per km².
De onderstaande kaart toont de ligging van Roquecourbe met de belangrijkste infrastructuur en aangrenzende gemeenten.

## Demografie
Onderstaande figuur toont het verloop van het inwonertal (bron: INSEE-tellingen).

## Geboren
- Émile Combes (1835-1921), Frans minister en premier
- Raoul Salan (1899-1984), Frans generaal